# Kakurin-ji (Kakogawa)

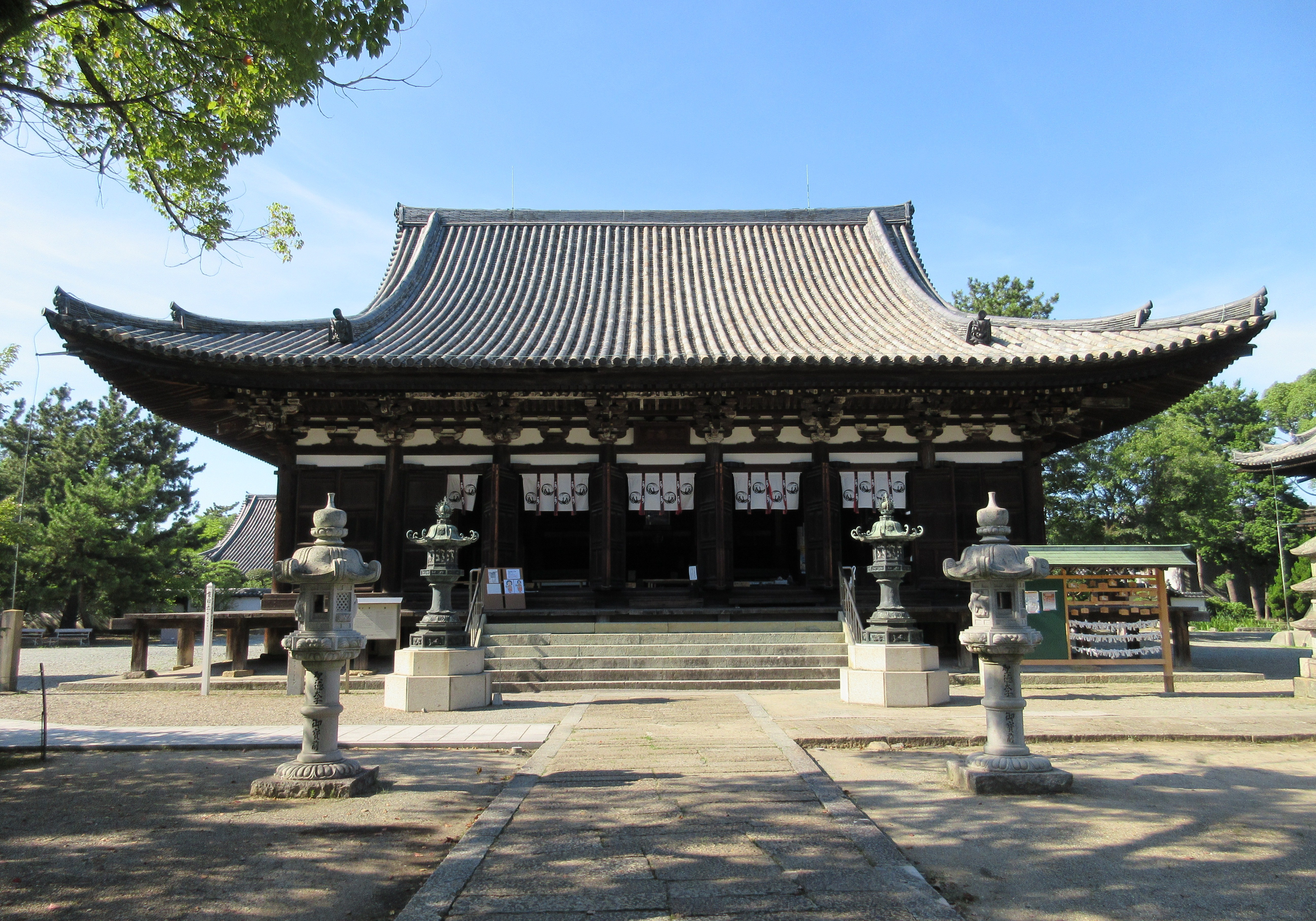
Entrée principale.

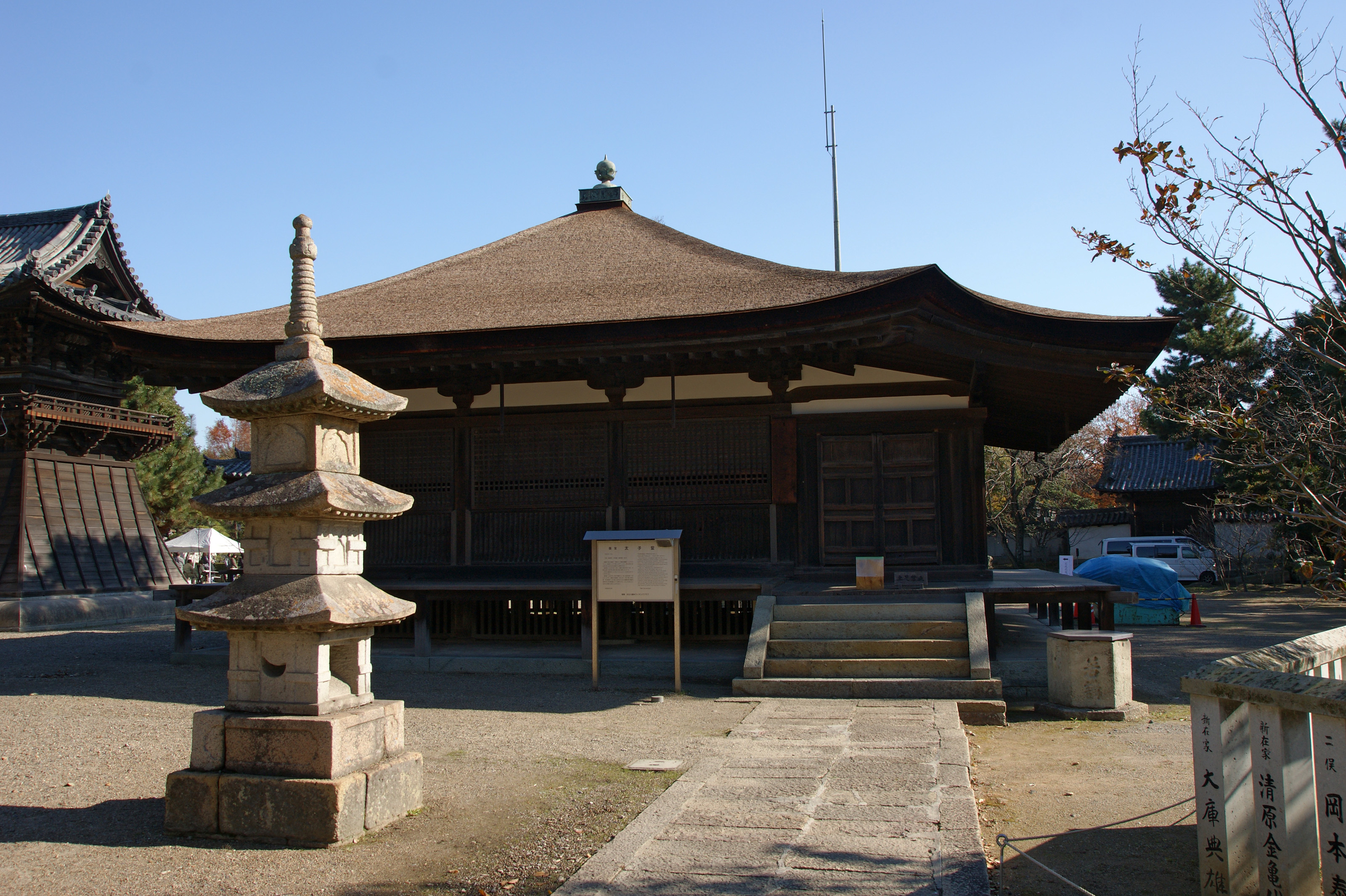
Taishidō.

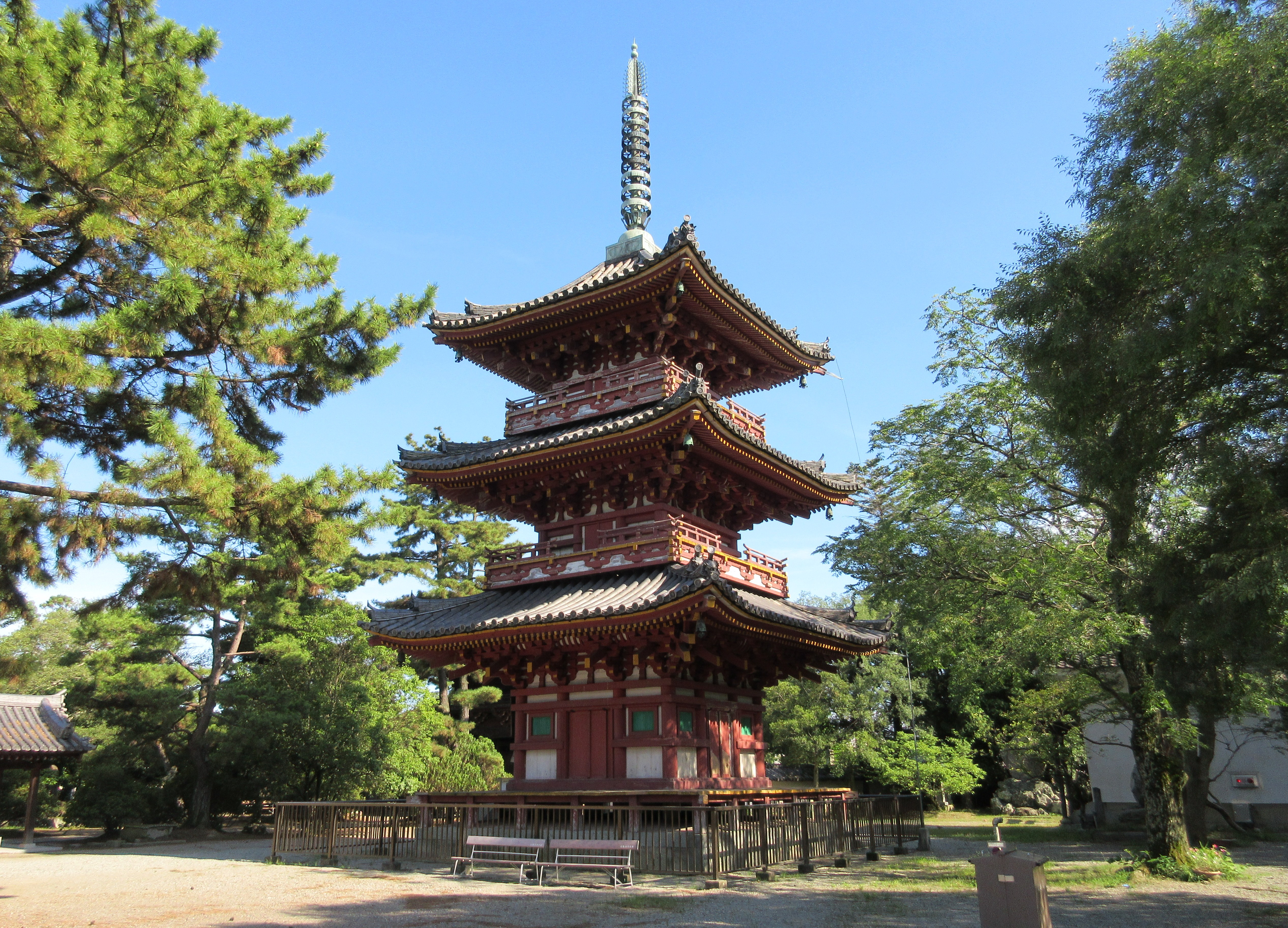
Pagode.

Le Totasan Kakurin-ji (刀田山鶴林寺) est un temple de la secte Tendai à Kakogawa, préfecture de Hyōgo au Japon, fondé à la demande du prince Shōtoku en 589.
Le Taishidō de Kakurin-ji est achevé en 1112 et le hall en 1397. Tous deux sont classés trésor national du Japon. 

## Liste des bâtiments
- Taishidō : trésor national du Japon. Construit en 1112.
- Hall principal : trésor national du Japon. Construit en 1397.
- Jōgyōdō : bien culturel important du Japon. Construit durant l'époque de Heian.
- Gyōjadō : bien culturel important du Japon. Construit en 1406.
- Clocher : bien culturel important du Japon. Construit en 1407.
- Gomadō : bien culturel important du Japon. Construit en 1563.
- Pagode : construite durant l'époque Muromachi.
- Sanmon : construit en 1672.
- Kannondō : construit en 1705.
- Kodō
- Shin-Yakushidō